# Dalarnes Tidnings- och Boktryckeri AB
Dalarnes Tidnings- och Boktryckeriaktiebolag (DTBAB), även kallat Lidmanpressen, var ett dagstidningsförlag i Borlänge, aktivt 1900–1987, med i huvudsak utgivning i Dalarna.

## Historik
Axel Fredrik Lidman hade 1881 tagit över redaktörskapet för Tidning för Hedemora, Säter och Avesta eller Södra Dalarnes Veckoblad, som senare skulle bli Södra Dalarnes Tidning. Med detta som grund startade han senare Borlänge Tidning 1885, Mora Tidning 1893 och Avesta-Posten 1898. Tidningarna trycktes på Axel Lidmans boktryckeri i Hedemora.
År 1900 bildades bolaget Dalarnes Tidnings- och Boktryckeriaktiebolag med Lidman som styrelseordförande och verkställande direktör. Lidman var samtidigt redaktör för alla hans tidningar. Bolaget övertog utgivningsrätten till Borlänge Tidning och Mora Tidning och flyttade samtidigt trycket av dessa från Hedemora till Borlänge.
År 1917 övertogs Säters Tidning och Ludvika Tidning. Axel Fredrik Lidman avled 1934 och chefredaktörskapet övertog 1937 av hans brorson Carl Fredrik Jacob Lidman.
År 1943 grundade man Fagersta-Posten som konkurrerade med Västanfors-Fagersta Tidning som gavs ut av Ågren & Holmbergs Boktryckeri. Västanfors-Fagersta Tidning uppgick år 1948 i Fagersta-Posten, med DTBAB som ägare. En sammanslagning åt andra hållet skedde 1951 när DTBAB:s tidning Avesta-Posten uppgick i den av Ågren & Holmbergs ägda Avesta Tidning. Den 30 september 1963 fördes utgivningen av Fagersta-Posten över från DTBAB i Hedemora till Ågren & Holmbergs Boktryckeri i Sala.
År 1946 såldes DTBAB till Rudolf Bengtsson och Falu-Kuriren AB. Tidningarna skulle sedan stanna inom familjen Bengtsson i flera decennier.
Säters Tidning upphörde i oktober 1982 och uppgick i Södra Dalarnes Tidning.
År 1987 konsoliderade Bengtssonpressen ägandet till ett bolag, Dalarnas Tidningar. Familjen Bengtsson fortsatte driva företaget fram till år 2007 när man sålde det till Mittmedia.